# 옥계 우미린 더 스카이
옥계 우미린 더 스카이(영어: Woomi Lynn the Sky)는 대한민국 경상북도 구미시 옥계동에 위치한 아파트다.

## 같이 보기
- 경상북도의 마천루 목록